# 福岡工業大学短期大学部
福岡工業大学短期大学部（ふくおかこうぎょうだいがくたんきだいがくぶ、英語: Fukuoka Institute of Technology,Junior College）は、福岡県福岡市東区和白東3-30-1に本部を置く日本の私立大学。1954年創立、1960年大学設置。大学の略称は福工短。

## 概観

### 大学全体
- 福岡県福岡市東区に所在する日本の私立短期大学で、設置主体は学校法人福岡工業大学。
- 1960年に福岡電子工業短期大学として開学。情報メディア学科、ビジネス情報学科の2つの学科があったが、2020年入学生より一情報メディア学科の1学科体制となる。

### 建学の精神（理念）
- 右記資料も参照のこと[注釈 1]。

### 教育および研究
- 福岡工業大学短期大学部はIT・マルチメディア・ビジネス実務を教育をベースに、実務と実技に重点をおいた教育が特色となっている。

### 学風および特色
- 福岡工業大学短期大学部では少人数教育が実施されている。
- 学生が将来就きたい職種に関連するプロジェクトを履修する「プロジェクト学習」を実施している。

## 沿革
- 1954年
  - 福岡電波学園が創設される。
- 1958年
  - 3月20日 学校法人が成立する[4]。
- 1960年
  - 1月20日 左記を以て文部省[注 2]より短期大学の設置が認可される[5]。
  - 4月1日 福岡電子工業短期大学（ふくおかでんしこうぎょうたんきだいがく）が以下の学科体制にて開学[注 3]。
    - 電子工学科 入学定員80名

  - 5月1日 学生数[8]/定員
    - 電子工学科 200[注 4]/80
- 1961年
  - 4月1日 電子工学科の入学定員を80→160に増員[9]
  - 5月1日 学生数[10]/定員
    - 電子工学科 466[注 5]/240
- 1962年
  - 5月1日 学生数[11]/定員
    - 電子工学科 596[注 6]/320
- 1964年
  - 4月1日 電子工学科の入学定員を160→200[注 7]に増員[14]。
  - 5月1日 学生数[15]/定員
    - 電子工学科 640[注 8]/360
- 1965年
  - 5月1日 学生数[16]/定員
    - 電子工学科 808[注 9]/400
- 1966年
  - 4月1日 福岡工業短期大学に学名改称[17]。
- 1973年
  - 9月13日 設置者を以下の通り変更される[18]。
    - 福岡電波学園→福岡工業大学
- 1985年
  - 5月1日 学生数[19]/定員
    - 電子工学科 373[注 10]/400
- 1986年
  - 5月1日 学生数[20]/定員
    - 電子工学科 424[注 11]/400
- 1987年
  - 4月1日 電子工学科を電子情報学科に改称[注 12]。
  - 5月1日 学生数[23]/定員
    - 電子情報学科[注 13] 541[注 14]/400
- 1990年
  - 4月1日 電子情報学科の入学定員を200→300に増員[注 15]。
  - 5月1日 学生数[28]/定員
    - 電子情報学科 709[注 16]/500
- 1991年
  - 4月1日 電子情報学科の入学定員を300→370に増員[注 17]。
  - 5月1日 学生数[33]/定員
    - 電子情報学科 847[注 18]/670
- 1992年
  - 5月1日 学生数[注 19]/定員
    - 電子情報学科 931[注 20]/740
- 1995年
  - 4月1日 以下の学科を増設する[注 21]。
    - OA情報システム学科 入学定員125名[注 22]

  - 5月1日 学生数[44]/定員
    - 電子情報システム学科 314[注 23]/245
      - 電子情報学科 467[注 24]/370

    - OA情報システム学科 156[注 25]/125
- 1996年
  - 5月1日 学生数[45]/定員
    - 電子情報システム学科 636[注 26]/490
      - 電子情報学科 9[注 27]/-

    - OA情報システム学科 315[注 28]/250
- 1999年
  - 5月1日 学生数[46]/定員
    - 電子情報システム学科 483[注 29]/490
    - OA情報システム学科 303[注 30]/250
- 2000年
  - 4月1日 以下、入学定員減あり[注 31]。
    - 電子情報システム学科 245→236
    - OA情報システム学科 125→120
- 2001年
  - 4月1日 以下、入学定員減あり[注 32]。
    - 電子情報システム学科 236→227
    - OA情報システム学科 120→115
- 2002年
  - 4月1日 福岡工業大学短期大学部に改称し、かつ以下、入学定員減あり[注 33]。
    - 電子情報システム学科 227→218
    - OA情報システム学科 115→110
- 2003年
  - 4月1日 以下、入学定員減あり[注 34]。
    - 電子情報システム学科 218→209
    - OA情報システム学科 110→105
- 2004年
  - 1月 平成16年度大学入試センター試験参加短期大学の1校となる[注 35]。
  - 4月1日 以下、入学定員減あり[注 36]。
    - 電子情報システム学科 209→105
    - OA情報システム学科 105→55
- 2005年
  - 4月1日 以下、学科名の改称あり[注 37]。
    - 電子情報システム学科→情報メディア学科
    - OA情報システム学科→ビジネス情報学科
- 2014年
  - 1月 平成26年度大学入試センター試験参加短期大学の1校となる[65]。
- 2015年
  - 1月 平成27年度大学入試センター試験参加短期大学の1校となる[66]。
- 2016年
  - 1月 平成28年度大学入試センター試験参加短期大学の1校となる[67]。
- 2019年
  - 4月1日 以下の学科については、この年度で学生募集を最終とする[注 38]。
    - ビジネス情報学科
- 2020年
  - 4月1日 情報メディア学科の入学定員を105→160に増員[注 39]。

## 基礎データ

### 所在地
- 福岡県福岡市東区和白東3-30-1

### 交通アクセス
- 最寄りの駅は九州旅客鉄道鹿児島本線福工大前駅となっている。
- 最寄りのバス停留所は西鉄バス「福工大前」となっている。

### 象徴
- 福岡工業大学短期大学部のカレッジマークは福岡工大とおなじものとなっている[注釈 1]。

## 教育および研究

### 組織

#### 学科
- 情報メディア学科 入学定員160名[1]
- ビジネス情報学科 入学定員55名[注 40]

#### 専攻科
- なし

#### 別科
- なし

##### 取得資格について
- ビジネス実務士やウェブデザイン実務士・上級情報処理士など民間資格の取得を奨励している。

#### 附属機関
- 情報メディアセンター
- 図書館

### 研究
- 『福岡工業短期大学通信』[72]

## 学生生活

### 部活動・クラブ活動・サークル活動
- 福岡工業大学短期大学部のクラブ活動
  - 体育系：アーチェリー・弓道・剣道・テニス・硬式野球・ソフトボール・卓球・テコンドー・バスケットボール・バドミントン・バレーボール・パワーリフティング・陸上競技・アイスホッケー・柔道などがある。
  - 文化系：写真・吹奏楽などがある。

### 学園祭
- 福岡工業大学短期大学部の学園祭は「立花祭」と呼ばれ毎年、概ね11月に実施されている。

## 大学関係者と組織

### 大学関係者組織
- 福岡工業大学短期大学部同窓会組織がある。

### 大学関係者一覧

#### 大学関係者
- 杉本勝次
- 下村輝夫：前学長

## 施設

### キャンパス
- 短期大学部独自のキャンパスがある。福岡工業大学B棟にあるのがそれである。棟内にはカフェテリア・保健室・美容室などがある。鉄筋コンクリート造りの地上8階・地下1階からなっている。学内には「おとめが池」と呼ばれる池と桜並木がある。

### 寮
- 福岡工業大学短期大学部には「坦心（たんしん）寮」と呼ばれる男子寮と「コスモス寮」と呼ばれる女子寮がある。

## 対外関係

### 他大学との協定

#### 日本
- 放送大学[73]

#### アメリカ
- フットヒル大学

#### 韓国
- 慶星大学校
- 亜洲大学校
- 永進専門大学校

#### 中国
- 大連理工大学
- 南京理工大学

#### オーストラリア
- バララット大学
- ウーロンゴン大学

### 系列校
- 福岡工業大学
- 福岡工業大学附属城東高等学校

## 卒業後の進路について

### 編入学・進学実績
- 併設である福岡工業大学のほか以下の実績がある。
  - 情報メディア学科：高知大学・九州工業大学・麻布大学・産業能率大学・近畿大学・大阪産業大学・高知工科大学・九州東海大学ほか
  - ビジネス情報学科：九州情報大学ほか